# Девід Іглмен
Девід Іґлмен (англ. David Eagleman)  — американський нейробіолог, викладач Стенфорду, автор восьми бестселерів про роботу мозку. Його книжки перекладено 32 мовами. Генеральний директор Neosensory — компанії, яка розробляє сенсорні пристрої для тих, хто не чує і співзасновник цифрової платформи BrainCheck. Також Девід є творцем і ведучим документального серіалу «Мозок із Девідом Іґлменом».

## Зноски
1. ↑  Bibliothèque nationale de France BNF: платформа відкритих даних — 2011.
2. ↑  Montenegro A. ORCID Public Data File 2023 — 2023. — doi:10.23640/07243.24204912.V1
3. ↑  David Eagleman - Neuroscientist, Author, Technologist, Entrepreneur. David Eagleman (амер.). Процитовано 11 листопада 2022.